# The Great Yokai War: Guardians
Série
The Great Yokai War
(2005)
Pour plus de détails, voir Fiche technique et Distribution.
The Great Yokai War: Guardians (妖怪大戦争 ガーディアンズ, Yōkai daisensō: Gādianzu) est un film japonais réalisé Takashi Miike, sorti en 2021. C'est la suite du film The Great Yokai War sorti en 2005.

## Fiche technique
- Titre original : 妖怪大戦争 ガーディアンズ (Yōkai daisensō: Gādianzu?)
- Titre : The Great Yokai War: Guardians
- Réalisation : Takashi Miike
- Scénario : Yūsuke Watanabe (ja)
- Photographie : Hideo Yamamoto
- Montage : Naoichirō Sagara (ja)
- Musique : Kōji Endō
- Pays d'origine :  Japon
- Format : couleur
- Genre : aventure et fantasy
- Durée : 118 minutes
- Date de sortie :
  - Japon : 13 août 2021[1]

## Distribution
- Kokoro Terada : Watanabe Kei
- Hana Sugisaki : Kitsunemen no onna
- Rei Inomata : Watanabe Dai
- Nanako Matsushima : Reika Watanabe
- Kazuki Kitamura : Watanabe no Tsuna
- Sakura Andō : Ubume
- Kōji Ōkura : Shôjô
- Takahiro Miura : Tengu